# Simin Daneshvar
Simin Daneshvar (en persan : سیمین دانشور), née le 28 avril 1921 à Chiraz et morte le 8 mars 2012 à Téhéran, est une universitaire et femme de lettres iranienne. Romancière renommée et nouvelliste, elle est aussi traductrice d'œuvres littéraires de l’anglais, de l’allemand, de l’italien et du russe en persan.

## Biographie

### Jeunesse et formation
Simin Daneshvar grandit à Chiraz. En 1942, elle s’installe à Téhéran, où elle étudie la littérature persane à l’université de Téhéran.
En 1948, un recueil de ses nouvelles est le premier jamais publié par une femme en Iran. Elle passe brillamment en 1949 sa thèse de doctorat, « La beauté dans la littérature persane », sous la direction du professeur Badiozzaman Forouzanfar.
En 1950, elle se marie avec le nouvelliste iranien Jalal Al-e-Ahmad.

### Carrière
En 1952, elle voyage aux États-Unis grâce à une bourse Fulbright. Son domaine de recherche concerne l’écriture créative à l’université Stanford. Lorsqu’elle retourne en Iran, elle rejoint la faculté des sciences humaines de l’université de Téhéran.
En 1969, elle publie le premier roman écrit par une Iranienne, intitulé Savuchune (Lamentation pour Siyāvash, 1969), qui est devenu le roman iranien le plus vendu. La même année, son mari meurt. 
La Maison de théâtre de Daneshvar, une compilation de cinq histoires et de deux pièces autobiographiques, est le premier volume d'une femme de lettres iranienne à être traduit. Pour autant, sa liberté de paroles engendre des confrontations avec la police politique du régime iranien, ce qui entrave sa reconnaissance au sein des institutions culturelles de ce pays.
En 1979, année de la révolution islamique, elle est mise à la retraite de l’Université. Elle continue à publier.

### Dernières annnées et décès
Son dernier recueil de nouvelles paraît en 2007.
Elle meurt le 8 mars 2012, à 90 ans,,

## Œuvre
En tant qu’auteure et traductrice, Simin Daneshvar écrit avec sensibilité sur la femme iranienne et la vie de celle-ci.
Son œuvre la plus connue est Savuchune (سووشون). Dans l’introduction de la traduction en anglais, on lit : « Savuchune, le titre du roman, est une tradition folklorique, survivant dans le sud de l’Iran de la période préislamique, qui conjure l’espoir malgré tout. » C'est un roman sur la vie tribale tranquille de sa ville natale, Chiraz, et des environs, publié en 1969. Roman persan le plus vendu, il a été réédité plus de 13 fois et traduit en plusieurs langues,. 
Elle a aussi contribué aux périodiques Sokhan et Alefba, et a traduit quelques œuvres de George Bernard Shaw, Anton Tchekhov, Moravia, Nathaniel Hawthorne, William Saroyan, et Arthur Schnitzler en persan.
Une ville comme paradis (Shahri chon Behesht) est l’histoire principale d’un recueil de nouvelles qu’elle publie en 1961. En 1981, elle complète une monographie sur la vie de Jalal Al-e-Ahmad, Ghoroub-e Jalal (« Le crépuscule de Jalal »).

Les histoires de Daneshvar reflètent plus la réalité que la fantaisie. Elles contiennent des thèmes comme le vol d’enfant, l'adultère, le mariage, la naissance, la maladie, la mort, la trahison, l'exploitation, l'illettrisme, l'ignorance, la pauvreté et la solitude. Les problèmes traités dans ses livres sont ceux des années 1960 et 1970. Elle est inspirée par des gens autour d’elle. Selon ses propres mots : 

« Les gens ordinaires ont plus à offrir. Ils sont capables de donner librement et volontairement. Nous, aussi, en revanche, devons leur donner la meilleure de nos habiletés. Nous devons, avec tout notre cœur, essayer de les aider à obtenir ce qu’ils méritent. »

### Traductions
- En Inde, Savushun est traduit en malayalam par S. A.Qudsi.
- Traduction en allemand : Drama der Trauer - Savushun, Frankfurt/Main, Glaré Verlag, 1997.
- Traduction en italien : Savushun. Unastoria Persiana.
- En Norvège : En familie fra Shiraz traduit en norvégien par N. Zandjani, Oslo, Gyldendal Norsk forlag, 2007.
- Simin Daneshvar a été traduite et étudiée en russe par Daniil Komissarov

## Au cinéma
- 2013 : Simin, Resident of a Wandering Island[7], docufiction de Hassan Solhjou[8] avec, notamment, elle-même, Ebrahim Golestan, Abbas Milani, Farzaneh Milani et Shahrnush Parsipur